# Syndroom van Beckwith-Wiedemann
Het syndroom van Beckwith-Wiedemann (BWS) of exomfalos-macroglossie-gigantisme (EMG) is een genetische aandoening die zich uit in een grote hoeveelheid verschillende aangeboren afwijkingen die in een groot aantal combinaties voorkomen. Patiënten hebben een verhoogde kans op wilmstumoren.
Het syndroom ontstaat door een mutatie in chromosoom 11. De meeste afwijkingen van het syndroom van Beckwith-Wiedemann zijn van tijdelijke aard, waardoor de diagnose vaak wordt gemist. Een diagnose aan de hand van uiterlijke kenmerken, wordt bevestigd aan de hand van cytogenetisch onderzoek. Prenatale diagnostiek is mogelijk met een echografie.
Het syndroom van Beckwith-Wiedemann treft ongeveer 1 op 15.000 kinderen (tien tot vijftien per jaar in Nederland). Het komt even vaak voor bij jongens als bij meisjes. Dat meerdere kinderen in één gezin door het syndroom getroffen worden is ongewoon, maar komt voor.

## Naam
Het syndroom dankt zijn naam aan zijn drie meest voorkomende symptomen:
- Exomfalos (Grieks: ek, uit en omphalos, navel), navelbreuk
- Macroglossie (Grieks: macros, groot en glossa, tong), grote tong
- Gigantisme (Grieks: gigas, reus), reuzengroei

Het werd voor het eerst beschreven door Hans-Rudolf Wiedemann. Vijf jaar later beschreef J. Bruce Beckwith een soortgelijke groep patiënten.